# El travieso
El travieso es una película de Argentina filmada en Eastmancolor dirigida por Ismael Hasse sobre su propio guion que se estrenó en 1991. No fue exhibida en cines sino que se comercializó mediante la modalidad "Directo a Video". Tuvo como actores principales a Guillermo Francella, Pablo Codevilla, Mariana Karr y Jorge Mayorano.

## Sinopsis
La película se refiere a las aventuras de Julio Mustafá en relación con sus conquistas femeninas.

## Reparto
- Guillermo Francella …Julio Mustafá
- Pablo Codevilla
- Mariana Karr
- Jorge Mayorano
- Marixa Balli
- Claudia Brusquet
- Luis Cordara
- Carlos Donigian
- Mecha Fernández
- Dora Ferreiro
- Jorge Machi
- Horacio Minujin
- Liliana Pecora
- Osvaldo Peruffo
- Betty Villar